# Monte Roberto

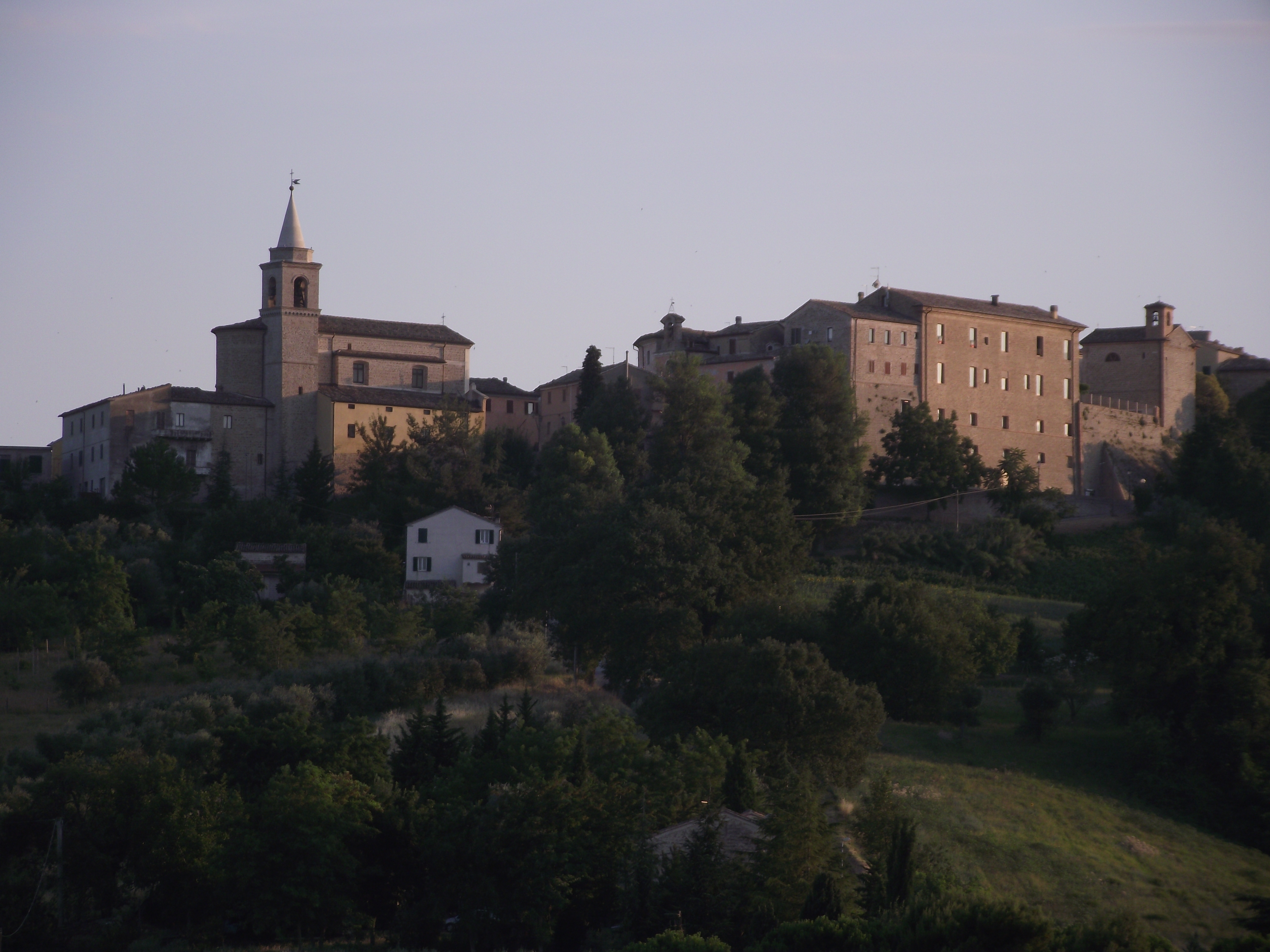
Panorama

Monte Roberto ist eine italienische Gemeinde (comune) mit 2974 Einwohnern (Stand 31. Dezember 2023) in der Provinz Ancona in den Marken. Die Gemeinde liegt etwa 34 Kilometer südwestlich von Ancona. Die Nachbargemeinden sind Castelbellino, Cupramontana, Jesi, Maiolati Spontini und San Paolo di Jesi.

## Gemeindepartnerschaften
- Fontanil-Cornillon, Département Isère

## Verkehr
Durch die Gemeinde führt die als mehrspurige Kraftfahrstraße ausgebaute Strada Statale 76 Val d’Esino von Fossato di Vico nach Falconara Marittima an der Adriaküste.